# Aliud (Recht)
Aliud ist der lateinische Ausdruck für etwas anderes (lat.: alius; etwas anderes [von mehreren]).  
In der Rechtswissenschaft wird der Begriff zur Abgrenzung von einem Anspruchsziel oder zur Einordnung von Normen und Regelbereichen verwendet, der jedoch gesetzlich nicht geregelt ist.

## Beispiele

### Schuldrecht
Ein Aliud bezeichnet den Fall, dass als Leistung der falsche Gegenstand gegeben wird; ist er hingegen mangelhaft, spricht man von Peius; ist es zu wenig, spricht man von Minus.

#### Situation in Deutschland
Seit der deutschen Schuldrechtsreform stellt eine Aliudlieferung einen Sachmangel dar, § 434 Abs. 5 BGB.

#### Situation in Österreich
Im österreichischen und im liechtensteinischen Schuldrecht hat ein Aliud die Auswirkung, dass trotz bereits erfolgter Übernahme der Leistung als Erfüllung durch den Gläubiger weiterhin die Verzugsfolgen der § 918 ff. öABGB bzw. § 918 ff. flABGB oder die Folgen von nachträglicher Unmöglichkeit nach § 920 ff. öABGB/flABGB zur Anwendung gelangen. Diese werden ansonsten ausschließlich dann angewendet, wenn es zu keiner Übergabe gekommen ist. 
Der Gläubiger muss sich in Fällen einer Aliudlieferung daher nicht auf die gewährleistungsrechtlichen Behelfe nach § 922 ff. öABGB/flABGB beschränken, sondern kann den Schuldner, der das Aliud geleistet hat, entweder in Schuldnerverzug setzen (wenn es weiterhin objektiv für ihn möglich ist zu leisten) oder bei Untergang der Leistung vom Vertrag zurücktreten (bzw. die eigene Leistung erbringen und vom Schuldner den Wert der nicht mehr möglichen Leistung verlangen).
Laut österreichischer Rechtsprechung ist dies sowohl auf Speziesschulden als auch auf Gattungsschulden anwendbar (strittige Rechtsmeinung).
In der Lehre wird hingegen entweder die Behandlung eines Aliuds völlig nach Gewährleistungsrecht befürwortet oder aber eine Differenzierung zwischen „einfachem“ Aliud (das nach Gewährleistungsrecht beurteilt werden sollte) und „absolutem“ Aliud (das verzugsrechtlich nach § 918 ff. öABGB/flABGB behandelt werden sollte) vorgenommen.

### Patentrecht
Eine unzulässige Erweiterung des Schutzbereichs eines Patents im Sinne von Artikel 123 (3) EPÜ liegt vor, wenn offenkundig ist, dass nach der Änderung eines Patentanspruches eine Handlung als Verletzung in Betracht kommt, die vor der Änderung nicht als Verletzung des erteilten Patents angesehen werden konnte. Dies dürfte u. a. immer dann der Fall sein, wenn die geänderten Patentansprüche auf einen anderen Gegenstand als die erteilten Patentansprüche gerichtet sind (sog. aliud).

### Verfassungsrecht
Das Bundesverfassungsgericht stellte fest, dass wegen des unterschiedlichen Adressatenkreises das Lebenspartnerschaftsgesetz ein Aliud zur Ehe sei. Ein Abstandsgebot zwischen Ehe und Lebenspartnerschaften ist dem Verfassungsrecht nicht zu entnehmen.

### Strafrecht
Die Sicherungsverwahrung ist ein Aliud zur Freiheitsstrafe. Deswegen kann eine nachträgliche Verhängung der Sicherungsverwahrung nicht als eine Doppelbestrafung angesehen werden.